# Thorleif Schjelderup
Thorleif Schjelderup (n. 20 ianuarie 1920, Christiania, Norvegia – d. 28 mai 2006, Oslo, Norvegia) a fost un săritor cu schiurile ce a reprezentat Norvegia, medaliat olimpic. A participat la o ediție a Jocurilor Olimpice (1948) în care a câștigat o medalie de bronz.

## Participări
Lista de mai jos prezintă principalele competiții la care a participat Thorleif Schjelderup de-a lungul carierei.
- Olympische Winterspiele 1948/Skispringen[*]